# Frontera entre Angola i la República del Congo
La frontera entre Angola i la República del Congo és una frontera internacional terrestre de 201 quilòmetres de llarga que separa el territori d'Angola i el seu enclavament de Cabinda i el de la República del Congo a Àfrica central.
La frontera va ser delimitada per una comissió franco-portuguesa en 1901-1902; separava aleshores l'Àfrica Occidental Portuguesa i el Congo francès. S'estén des del trifini, on s'uneix les fronteres d'Angola, Congo i la República Democràtica del Congo. Aquest punt està situat a l'extrem oriental de la província de Cabinda al riu Louango (rio Chiloango a Angola).
Segueix en general la direcció nord-oest durant menys de quaranta quilòmetres abans de girar-se cap al sud-oest i l'oceà Atlàntic que arriba a vint quilòmetres al sud-est de ciutat congolesa de Pointe-Noire i una distància similar al nord-oest de la ciutat angolesa de Landana.
Va ser després de passar aquesta frontera, el 8 de gener de 2010, quan els autobusos de la selecció de futbol de Togo va ser atacat per separatistes de Cabinda en el seu camí a Cabinda per la Copa d'Àfrica de nacions. Un incident fronterer va tenir lloc en octubre de 2013 : el 13, les tropes angoleses penetraren en territori congolès i hi capturaren una quarantena de soldats congolesos; ocuparen breument cinc pobles congolesos. Van arribar a un acord el dia 18, i les tropes d'Angola tornaren a passar la frontera.